# 鸦翅电光蛤
鸦翅电光蛤（学名：Electroma ovata），是莺蛤目莺蛤科Electroma属的一种。主要分布于中国大陆、台湾，常栖息在潮间带低潮线附近，以足丝附着于岩石、珊瑚礁或贝壳上。